# Hovelange
Hovelange (franska) (luxemburgiska: Huewel lyssna (fil), tyska: Hovelingen) är en ort i kantonen Redange i västra Luxemburg. Den ligger i kommunen Beckerich, cirka 20 kilometer nordväst om staden Luxemburg. Orten har 412 invånare (2022).